# Köchingen
Köchingen ist eine Ortschaft des Ortsteils Bodenstedt-Liedingen-Köchingen der Gemeinde Vechelde im Landkreis Peine in Niedersachsen.

## Geschichte
Köchingen wurde erstmals im 12. Jahrhundert als „Cochigghe“ urkundlich erwähnt, später um 1200 als „Cogginge“, als das Dorf nach Streitigkeiten zwischen den Erben Heinrich des Löwen und dem Bischof von Hildesheim in den Besitz der Wolfenbütteler Linie der Herzöge von Braunschweig-Lüneburg kam.
Mit dem Fürstentum Braunschweig-Wolfenbüttel wurde Köchingen 1807 in das von Napoleon geschaffene Königreich Westphalen eingegliedert. Nach dessen Auflösung im Jahr 1813, gehörte der Ort bis 1918 zum Herzogtum Braunschweig. Im Jahr 1847 hatte Köchingen 317 Einwohner in 39 Feuerstellen.
Köchingens Zuordnung zum Landkreis Braunschweig und sein Status als selbstständige Gemeinde endeten im Jahr 1974 im Zuge der Gebietsreform Niedersachsens. Seit dem 1. März 1974 gehört Köchingen zur Gemeinde Vechelde und bildet mit Liedingen und Bodenstedt eine Ortschaft mit einem gemeinsamen Ortsrat.

## Dorfbild und Ortsentwicklung
Köchingen war bis in die zweite Hälfte des 20. Jahrhunderts ein landwirtschaftlich geprägtes Dorf. Bis auf wenige moderne Einfamilienhäuser hat das Dorfbild seinen bäuerlichen Charakter behalten.
In der Erwerbsstruktur hat die Landwirtschaft heute nur noch eine geringe Bedeutung. In den letzten Jahren entstanden im Ort mehrere Reiterhöfe, die Köchingen in der Region zu einem Zentrum des Pferdesports werden ließen. Viele Bewohner des Dorfes gehen ihrem Erwerb hauptsächlich im Oberzentrum Braunschweig oder dem nahegelegenen Industriegebiet im Raum Salzgitter nach.

## Nachbarorte

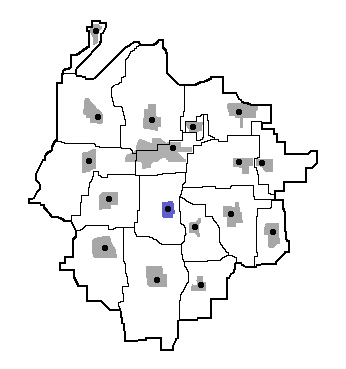
Lage von Köchingen in der Gemeinde Vechelde

| Bettmar    | Vechelde                                    | Denstorf   |
| Liedingen  | Kompassrose, die auf Nachbargemeinden zeigt | Sonnenberg |
| Bodenstedt | Vallstedt                                   | Wierthe    |

## Politik

### Ortsrat
Der gemeinsame Ortsrat von Köchingen, Liedingen und Bodenstedt setzt sich aus neun Ratsfrauen und Ratsherren zusammen.
|      | SPD | CDU | Grüne | Gesamt  |
| 2021 | 5   | 4   | -     | 9 Sitze |
| 2016 | 5   | 3   | 1     | 9 Sitze |
| 2011 | 4   | 4   | 1     | 9 Sitze |
| 2006 | 5   | 3   | 1     | 9 Sitze |

### Ortsbürgermeister
Der Ortsbürgermeister ist Benno Schünemann (SPD).

## Wappen
Das Wappen zeigt auf einem goldenen Schild eine blaue Flachsblüte, die von einem nach oben offenen Hufeisen umrahmt wird. Die blaue Blüte erinnert an den Flachsanbau, der bis in die 1950er Jahre hier betrieben wurde. Das blaue Hufeisen steht für das Pferd als treuer Helfer in der Landwirtschaft sowie für die Pferdezucht und als Symbol für die hier ausgetragenen Reit- und Springturniere des Kreises Peine. Zudem steht es volkstümlich als Zeichen für die Hoffnung auf eine gute Entwicklung des Ortes. Die Farbgebung Blau-Gold bekräftigt die Zugehörigkeit zum ehemaligen Land Braunschweig.
Das Wappen wurde am 13. April 1983 vom Ortsrat für Köchingen angenommen. Der Entwurf stammt von Arnold Rabbow.

## Natur
Im Osten des Dorfes befinden sich die Klärteiche der ehemaligen Zuckerfabrik Wierthe. Diese mit Schließung der Zuckerfabrik im Jahr 2005 nutzlos gewordenen Absetzteiche haben sich seit ihrer Stilllegung zu einem Biotop gewandelt. Nach der Schätzung von Ornithologen sind ungefähr 200 Vogelarten an den Klärteichen zu beobachten. Die Klärteiche befinden sich im Besitz der Stiftung Kulturlandpflege, die die Wasserversorgung der für Brut- und Rastvögel wichtigen Teichflächen über einen Brunnen sicherstellen will.
Um 1850 konnte bei Köchingen ein Brutnachweis der Steppenweihe erbracht werden. Es wurden mehrere diesjährige Vögel und ein älteres Weibchen erlegt. Dies ist insofern eine Besonderheit, als es nur sehr wenige Bruten dieser Art in Deutschland gab.